# Martello (Italia)
Martello (Martell in tedesco) è un comune italiano di 845 abitanti della provincia autonoma di Bolzano in Trentino-Alto Adige. Sito nella Val Martello, laterale alla Val Venosta, appartiene insieme ad altri dodici comuni al comprensorio della Val Venosta. 

## Geografia fisica
La Val Martello, lunga circa 24 km, è una valle laterale della Val Venosta interamente compresa nel parco nazionale dello Stelvio e attraversata dal torrente Plima (affluente di destra dell'Adige) .

## Origini del nome
Il toponimo è attestato dal 1280 e deriva o dal latino murtella ("mirtillo"), o dal nome di persona "Martel" o dal termine preromano marra ("mucchio di pietre").

## Storia

### Simboli
Lo stemma del Comune di Martello mostra un'aquila nera bicipite, con aureola d'oro, posta su un bianco monte e sfondo blu. I due colori stanno a significare che il territorio comunale raggiunge un'elevata altitudine, fino ai ghiacciai. Secondo la leggenda, il diritto di fregiarsi dell'aquila imperiale nell'insegna cittadina fu riconosciuto per il coraggio mostrato dagli abitanti in occasione della battaglia di Schanzen presso Coldrano. Lo stemma è stato adottato nel 1969.

## Monumenti e luoghi d'interesse

### Architetture religiose
- Chiesa di Santa Valburga, parrocchiale.
- Chiesa di Santa Maria alla Fonderia

## Società

### Ripartizione linguistica
La popolazione del comune è quasi interamente di madrelingua tedesca (oltre il 99% degli abitanti). Secondo il censimento del 2011 il 100% della popolazione martellese era germanofona: ciò lo rendeva l'unico comune d'Italia a non essere abitato da alcun cittadino di madrelingua italiana. Fino al 2024 era anche il comune con la più alta percentuale di popolazione di madrelingua tedesca della provincia, primato spettante ora al comune di Moso in Passiria (99,52%).
| Ripartizione linguistica | 2001   | 2011 | 2024   |
| ------------------------ | ------ | ---- | ------ |
| Madrelingua italiana     | 0,70%  | 0%   | 0,88%  |
| Madrelingua tedesca      | 99,30% | 100% | 99,12% |
| Madrelingua ladina       | 0%     | 0%   | 0%     |

### Evoluzione demografica
Abitanti censiti

## Popolazione straniera residente
Al 1º gennaio 2022, la popolazione straniera residente era pari a 34 persone. La provenienza delle comunità straniere era:
- Slovacchia - 12
- Germania - 11
- Serbia - 5
- Austria - 1
- Francia - 1
- Romania - 1
- Svizzera - 1

## Economia

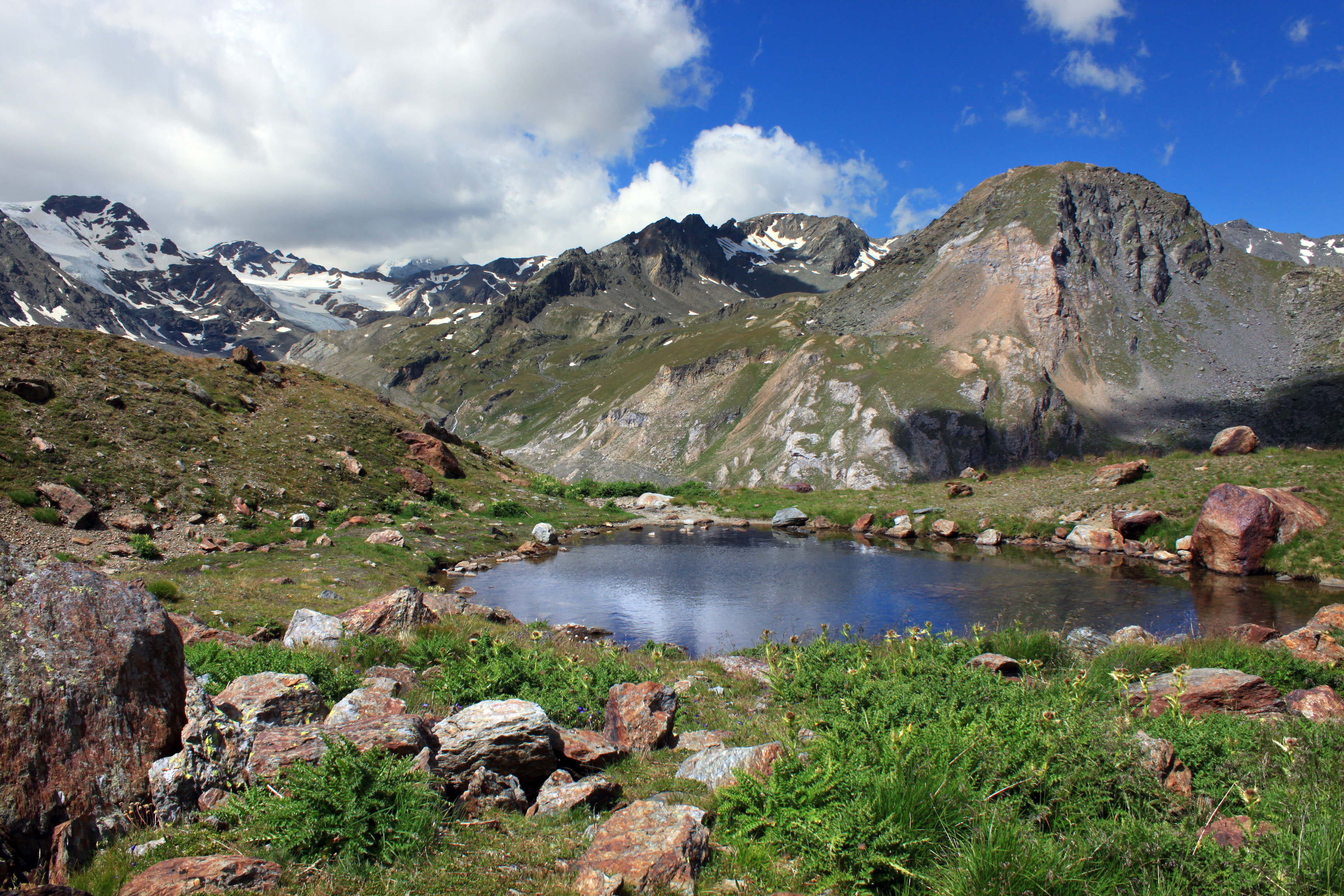
Lago di montagna al rifugio Marteller

La val Martello è la valle più alta d'Europa interessata dalla coltivazione delle fragole, nell'area ricompresa tra i 900 e i 1800 m s.l.m. d'altitudine. Rilevante è altresì la coltivazione dei lamponi.
Martello è anche un comprensorio sciistico dedicato allo sci di fondo, essendo quindi meta di un grande flusso di turismo invernale. Nel 2007 Martello ha ospitato i campionati del mondo juniores di biathlon.

## Infrastrutture e trasporti
Martello è servito dalla stazione di Coldrano-Martello, sulla ferrovia della Val Venosta (Merano-Malles).

## Amministrazione
| Periodo | Periodo   | Primo cittadino  | Partito | Carica  | Note |
| ------- | --------- | ---------------- | ------- | ------- | ---- |
| 2005    | 2010      | Peter Gamper     | SVP     | Sindaco |      |
| 2010    | in carica | Georg Altstätter | SVP     | Sindaco |      |